# أليكس فليتشير (لاعب كرة قدم)
أليكس فليتشير (بالإنجليزية: Alex Fletcher)‏ هو لاعب كرة قدم بريطاني في مركز الهجوم، ولد في 9 فبراير 1999 في Newton Abbot ‏ في المملكة المتحدة. لعب مع نادي بليموث أرجايل.

## وصلات خارجية
- أليكس فليتشير (لاعب كرة قدم) على موقع قاعدة بيانات كرة القدم.إي يو (الإنجليزية)
- أليكس فليتشير (لاعب كرة قدم) على موقع Soccerway.com (الإنجليزية)